# Papamosques de Timor
El papamosques de Timor (Ficedula timorensis) és una espècie d'ocell de la família dels muscicàpids (Muscicapidae) endèmica de l'illa de Timor i de l'adjacent illot de Jaco. El seu hàbitat natural són els boscos tropicals i subtropicals de frondoses humits de les terres baixes i de l'estatge montà, fins als 1.200 metres d'altitud. Està afectat per la pèrdua d'hàbitat i el seu estat de conservació es considera gairebé amenaçat.